# Astragalus duranii
Astragalus duranii es una especie de planta del género Astragalus, de la familia de las leguminosas, orden Fabales.

## Distribución
Astragalus duranii se distribuye por Turquía.

## Taxonomía
Fue descrita científicamente por Hamzaoglu & Kurt. Fue publicado en Annales Botanici Fennici 39: 89 (2002).